# Cuộc chạm trán Kelly–Hopkinsville

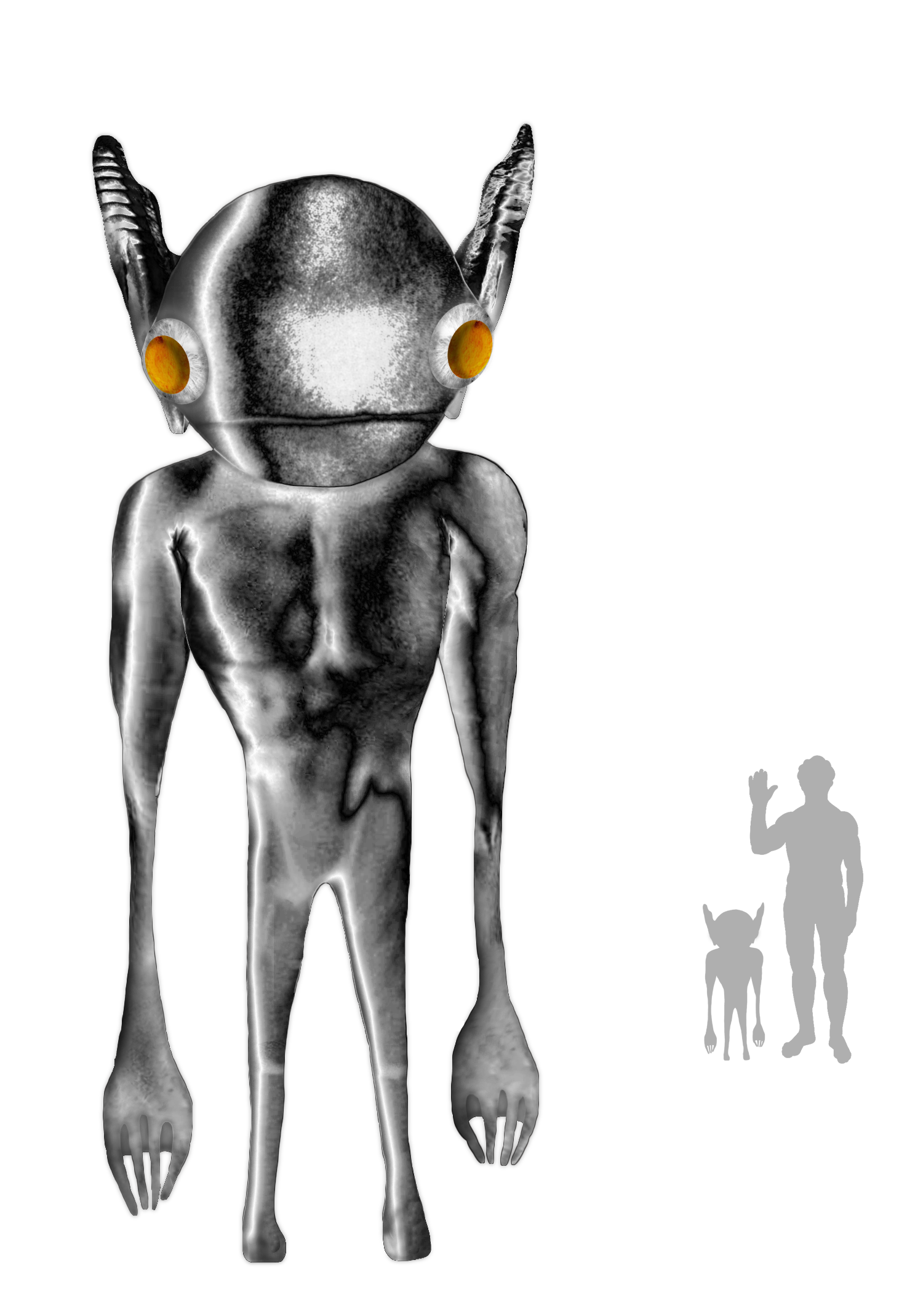
Hình ảnh phổ biến của "Hopkinsville Goblin"

Cuộc chạm trán Kelly–Hopkinsville (còn gọi là Vụ yêu tinh Hopkinsville, Vụ người ngoài hành tinh da xanh Kelly) là một cuộc tiếp xúc cự ly gần với những sinh vật ngoài Trái Đất vào năm 1955 gần Kelly và Hopkinsville ở Quận Christian, Kentucky, Mỹ. Giới nghiên cứu UFO coi đây là một trong những trường hợp quan trọng nhất và được ghi chép đầy đủ trong lịch sử biến cố UFO, trong khi những người hoài nghi cho rằng báo cáo là do "tác động của sự phấn khích" và nhầm lẫn các hiện tượng tự nhiên như thiên thạch và cú. Không quân Mỹ đã phân loại vụ việc khả nghi này là một trò lừa bịp trong hồ sơ Dự án Blue Book.
Các nhà tâm lý học đã sử dụng trường hợp này như một ví dụ mang tính học thuật về giả khoa học để giúp sinh viên phân biệt sự thật và hư cấu.

## Diễn biến
Tối ngày 21 tháng 8 năm 1955, 5 người lớn và 7 trẻ em đến đồn cảnh sát Hopkinsville trình báo rằng những sinh vật ngoài hành tinh nhỏ từ một con tàu vũ trụ đang tấn công trang trại của họ và họ đã cầm cự bằng súng "gần 4 giờ". Hai trong số những người lớn, Elmer Sutton và Billy Ray Taylor, cho biết họ đã bắn vào "mười hai đến mười lăm" sinh vật thấp bé, tối tăm, mà đã liên tục xuất hiện trên ngưỡng cửa hoặc nhìn chằm chằm vào cửa sổ.
Lo ngại về một cuộc đấu súng có thể xảy ra giữa cư dân địa phương, 4 cảnh sát thành phố, 5 cảnh sát tiểu bang, 3 phó cảnh sát trưởng và 4 cảnh sát quân sự từ đồn Fort Campbell thuộc Lục quân Mỹ gần đó đã lái xe đến trang trại Sutton nằm gần thị trấn Kelly ở Quận Christian. Cuộc tìm kiếm của họ không thu được gì ngoài bằng chứng về tiếng súng và các lỗ thủng trên cửa sổ và cửa ra vào do súng bắn.
Cư dân của trang trại bao gồm Glennie Lankford, cùng mấy đứa con là Lonnie, Charlton và Mary, hai người con trai từ cuộc hôn nhân trước, Elmer "Lucky" Sutton, John Charley "J.C." Sutton, và vợ của họ, Vera và Alene, anh trai của Alene là O.P. Baker, và Billy Ray Taylor cùng cô vợ tên June. Vợ chồng Taylor cùng "Lucky" và Vera Sutton được cho là những nhân viên lễ hội lưu động đã đến thăm trang trại này. Ngày hôm sau, những người hàng xóm nói với hai sĩ quan rằng các gia đình này vội vàng "thu dọn đồ đạc và bỏ đi" sau khi kể rằng "những sinh vật lạ đã trở lại vào khoảng 3 giờ 30 phút sáng sớm".

## Báo chí đưa tin
Lời kể của gia đình đã được cánh phóng viên đưa tin rộng rãi trên báo chí địa phương và quốc gia. Các bài báo ban đầu không đề cập đến "người da xanh nhỏ bé"; màu sắc sau đó đã được thêm vào một số câu chuyện trên báo. Những ước tính về kích cỡ của các sinh vật được cho là khác nhau, cao 2 đến 4 foot (0,61 đến 1,22 m), và các chi tiết như "tai nhọn lớn, bàn tay có móng vuốt, mắt phát sáng màu vàng và đôi chân mảnh khảnh" về sau đã xuất hiện trên nhiều phương tiện truyền thông.

## Giải thích

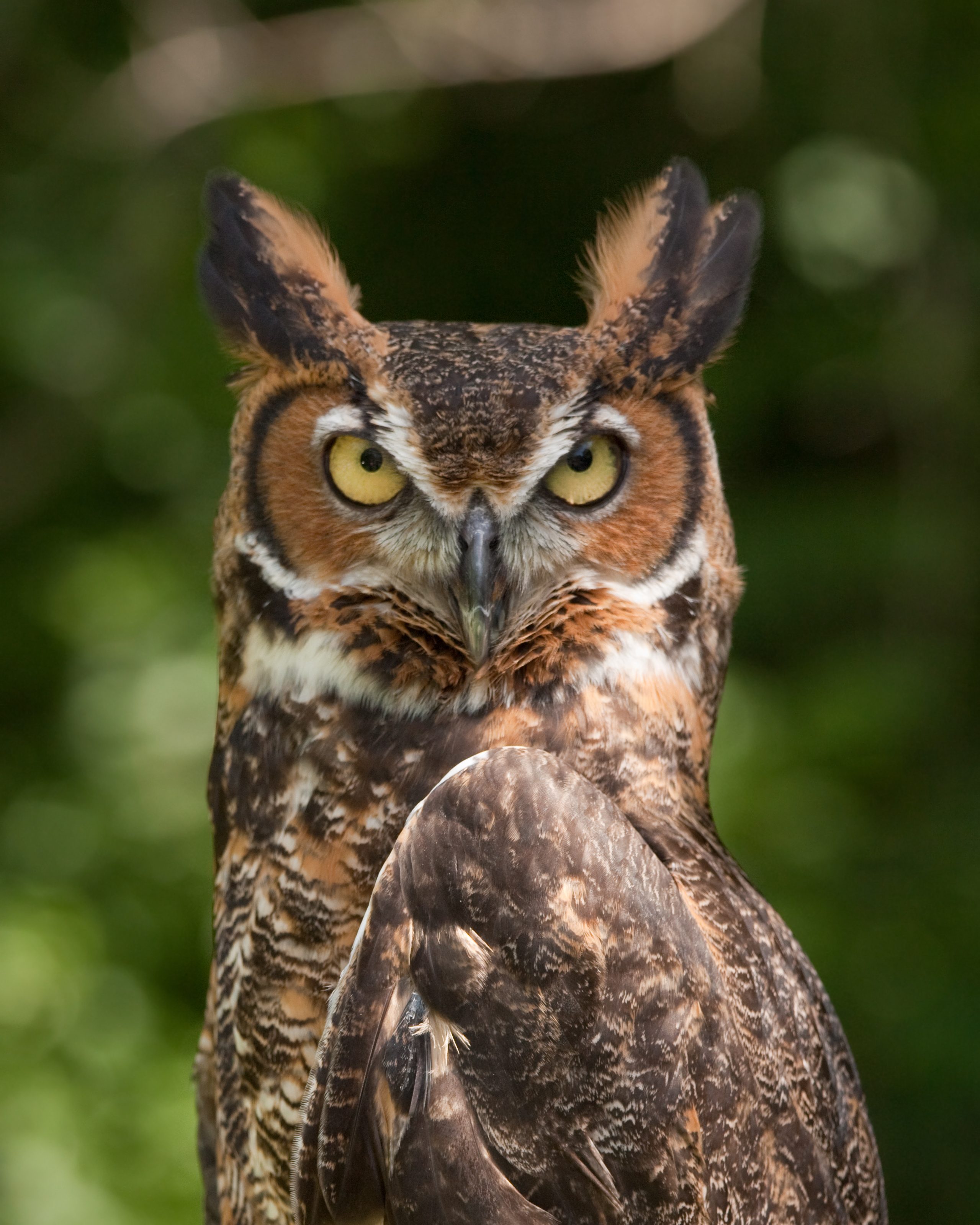
Cú sừng, được giải thích là "người ngoài hành tinh" tấn công các nhân chứng

Các nhà tâm lý học Rodney Schmaltz và Scott Lilienfeld trích dẫn trường hợp này là một ví dụ điển hình về giả khoa học và một "tuyên bố sửng sốt" nhằm giúp học sinh phát triển các kỹ năng tư duy phản biện.
Có thể là hợp lý, nếu không muốn nói rằng 'người ngoài hành tinh' là cú sừng, và có một số bằng chứng cho thấy những người chứng kiến có thể đã say xỉn trong 'cuộc tấn công của người ngoài hành tinh' (Nickell, 2006).

Joe Nickell, thành viên và người hoài nghi thuộc Ủy ban Điều tra Hoài nghi lưu ý rằng gia đình có thể đã nhìn nhầm "cú đại bàng" hoặc cú sừng lớn, chuyên sống về đêm, bay âm thầm, có mắt màu vàng và hung hăng bảo vệ tổ của chúng. Theo Nickell, trường hợp nhìn thấy thiên thạch cũng xảy ra vào thời điểm đó có thể giải thích cho tuyên bố của Billy Ray Taylor rằng ông đã nhìn thấy "một vệt sáng rực rỡ trên bầu trời và biến mất sau một hàng cây cách nhà một khoảng".
Theo tác giả Brian Dunning, "đơn giản là có quá nhiều điểm tương đồng giữa những sinh vật được các gia đình trình báo và một cặp cú sừng lớn hung hãn ở địa phương, chúng cao khoảng 2/3 mét".

## Giới nghiên cứu UFO
Nhà nghiên cứu UFO người Pháp Renaud Leclet cũng lập luận trong một ấn phẩm rằng lời giải thích của trường hợp này là cú sừng lớn.
Nhà nghiên cứu UFO Jerome Clark viết rằng những sinh vật được cho là "lơ lửng" qua những cái cây và âm thanh của những viên đạn bắn vào chúng "giống như tiếng đạn bắn vào một cái xô kim loại". Clark mô tả "một đốm sáng kỳ lạ dọc theo hàng rào nơi một trong những sinh vật đã bị bắn, và, trong khu rừng phía sau, một luồng ánh sáng màu xanh lục không rõ nguồn gốc"; tuy vậy, mô tả này lại phù hợp với foxfire, một loại nấm phát quang sinh học trên gỗ mục.
Clark also cũng viết rằng các cuộc điều tra của "cảnh sát, sĩ quan Không quân từ Fort Campbell gần đó, và các nhà nghiên cứu UFO dân sự không tìm thấy bằng chứng về một trò lừa bịp"; thế nhưng, Brian Dunning cho biết "tuyên bố mà các nhà điều tra của bên Không quân xuất hiện vào ngày hôm sau tại nhà của bà Lankford đã được các tác giả sau này công bố nhiều lần, nhưng tôi không thể tìm thấy bằng chứng xác thực nào về điều này". Dunning còn nhận xét rằng "bốn quân cảnh đi cùng các sĩ quan cảnh sát trong đêm diễn ra sự kiện này đến từ một căn cứ Lục quân, không phải căn cứ Không quân".
Một số nhà nghiên cứu UFO đã so sánh những sinh vật này là với gremlin, từ đó thường được gọi là "Hopkinsville Goblins" trong văn hóa đại chúng. Nhà nghiên cứu UFO Allan Hendry viết "[t]rường hợp vụ việc được phân biệt bởi thời hạn của nó và cũng bởi số lượng nhân chứng liên quan". Dự án Blue Book đã xếp loại trường hợp này là một trò lừa bịp và không có bình luận gì thêm.

## Ảnh hưởng văn hóa
Vụ Kelly-Hopkinsville là nguồn gốc của sự phổ biến của từ "người da xanh nhỏ bé" (trước khi chứng kiến này, những phi công đĩa bay thường được gọi là "người thấp bé"; "người da xanh nhỏ bé" chỉ giới hạn trong văn hóa khoa học viễn tưởng, đặc biệt là trong cuốn The Case of the Little Green Men (1951) của Mack Reynolds và Martians Go Home (1955) của Fredric Brown. Nhưng ngày hôm sau khi chứng kiến vụ việc, các phóng viên địa phương bắt đầu gọi những sinh vật này là "người da xanh nhỏ bé" và từ này đã sớm được sao chép lại trên nhiều tờ báo, được trích dẫn trên đài phát thanh và được dịch sang các ngôn ngữ khác).
Giờ đây, Cộng đồng Kelly tổ chức lễ kỷ niệm sự kiện này vào cuối tuần thứ ba của tháng 8 hàng năm với một sự kiện được gọi là Ngày "Người Da Xanh Nhỏ Bé" Kelly.
Theo cuốn sách Comedy-Horror Films: A Chronological History, 1914–2008 của Bruce G. Hallenbeck, bộ phim năm 1986 có tựa đề Critters dựa trên một phần sự kiện Kelly-Hopkinsville.
Pokémon Sableye, được giới thiệu trong Pokémon Ruby & Sapphire, dựa trên những con yêu tinh được mô tả trong cuộc chạm trán Kelly–Hopkinsville. Trong game, chúng được làm hoạt hình với chuyển động lắc lư hoặc "lội nước", dựa trên dáng đi được báo cáo của các sinh vật.
Trong Pathfinder Roleplaying Game, chủng "hobkins", một loại gremlin đến từ cuốn sách Bestiary 5, dựa trên những con yêu tinh được mô tả trong cuộc chạm trán.
Cuộc chạm trán Kelly–Hopkinsville là cơ sở cho vở nhạc kịch "It Came From Kentucky" của Nhà hát Annoyance ở Chicago.
Tập thứ tư của bộ phim truyền hình Mỹ Project Blue Book, mùa thứ hai trên kênh History Channel tập trung vào cuộc chạm trán Kelly–Hopkinsville, phát sóng lần đầu vào ngày 11 tháng 2 năm 2020.